# イェニチェリ

鉄砲で武装したイェニチェリ。軽装で甲冑などは身につけず、腰にはヤタガンと呼ばれる刀を帯びている。

イェニチェリ（トルコ語: Yeniçeri、オスマン語: يڭيچرى、ギリシア語: Γενίτσαροι、イタリア語: Giannizzeri、英語: Janissaries）は、14世紀から19世紀の初頭まで存在したオスマン帝国の常備歩兵軍団で、スプーンをシンボルにしていたことが知られている。常備軍団カプクルの中核をなし、火器で武装した最精鋭であった。トルコ語でイェニは「新しい」、チェリは「兵隊」を意味する。

## 歴史

### 創設

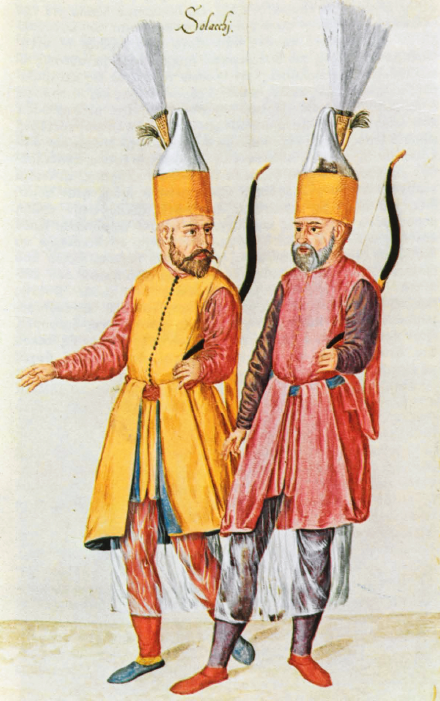
イェニチェリ

オスマン帝国が拡大する過程で、従来の騎射を主戦術とするトルコ系軽騎兵の軍事力に頼らない君主の直属兵力として創設された。創設時期については諸説あるが、14世紀後半のムラト1世の治世とするのがもっとも知られる説である。
当初はキリスト教徒の戦争捕虜からなる奴隷軍であったが、15世紀に領内のキリスト教徒の子弟から優秀な青少年を徴集し、イスラーム教に改宗させてイェニチェリなどに採用するデヴシルメ制度が考案され、定期的な人材供給が行われるようになる。
イェニチェリは長官であるイェニチェリ・アアス（Yeniçeri Ağası）以下部隊ごとに分かれて強い規律を持ち、16世紀までのオスマン帝国の軍事的拡大に大いに貢献した。同じ頃にヨーロッパで銃が普及し始めるといち早くこれを取り入れ、組織的に運用したことも大きい。

### 養成と拡大

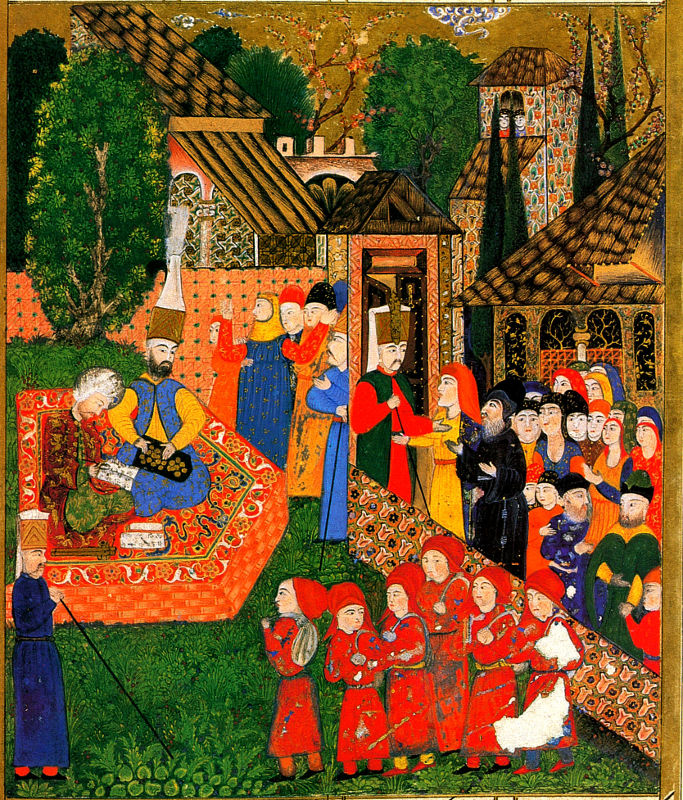
スレイマン1世とイェニチェリ（スレイマン・ナーメより）

デヴシルメで徴集され、イェニチェリに配属されることが決まった者は、まず改宗の手続きがとられた後、ムスリム（イスラーム教徒）の農民家庭に配置され、農業労働に従事するとともにトルコ語を習得させられた。
次にアジェミー・オーラン（acemi oğlan）と呼ばれる身分に取り立てられ、首都などに兵営を持つ新兵軍団に配属され、次いでイェニチェリの増員・欠員補充の必要性に応じてイェニチェリ軍団に編入された。
イェニチェリは君主直属の主力軍団として原則的に首都イスタンブールにある兵営に住まわされ、また妻帯することを禁じられるが、同時に高い俸給を与えられ、免税など様々な特権を享受した。イェニチェリの俸給には定期的な給料（これ自体はそこまで高くはなかった）以外にも年金や一時金の支給があり、他にも日本でいう「講」のようにプール金から融資を受けることができ、さらに都市のギルドとも結びつきがあったので、スルタンが直接渡す給料以上に一般人から見れば経済的に魅力的な存在であった。
スレイマン1世の治世には軍事技術の革新のため各国で火器を装備した常備歩兵が重要視されるようになり、オスマン帝国では必然的にイェニチェリが拡充される方向に向かい、人員が膨張すると同時に、首都のみならず帝国領内各地の都市に駐留させられるようになったが、これと逆に「ティマール」と呼ばれる徴税権を持つムスリムの騎兵は時代遅れの戦力と経済システムと見なされどんどん立場が悪くなっていき、徴税請負人制度により徴税権を奪われて解体されて行き、数を減らしていった。

### 世襲化と専横

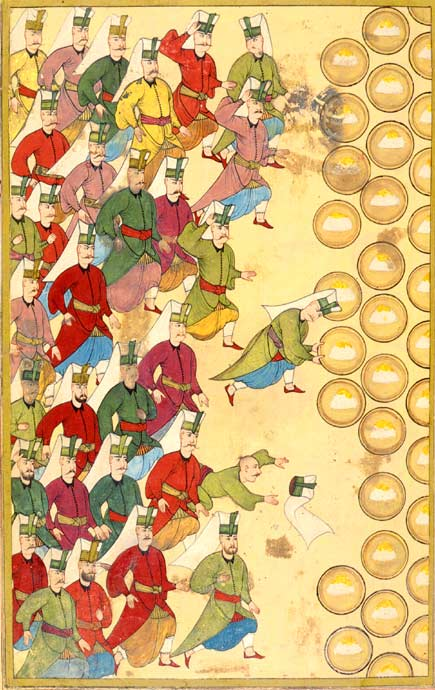
18世紀のイェニチェリ（1720年）

だが、スレイマン1世の治世に行われたイェニチェリの急速な拡大は、軍事組織の構造に変化をもたらし、しばしばオスマン帝国の軍事的衰退の原因とされている。
同世紀以降からは、デヴシルメによらないで入隊した、つまり生まれながらにムスリムであるトルコ系の者が増えた。また禁じられていた妻帯も普通に行われるようになって、その子供を入隊させるようになったため、事実上の世襲となり、軍紀が乱れるもととなった。
イェニチェリは各都市においてギルドと結びついて顔役・無頼のような行動をとり、政治にも介入した。特に首都ではしばしば反乱を起こし、ときには宰相を更迭させたり、君主を廃位したりした。特に17世紀ではスルタンを廃位に追い込んだ事例が多く、17世紀中に即位した9人のスルタンの内廃位による最後が6回あったが、うち4回はイェニチェリによって廃位に追い込まれ、スルタン2名（オスマン2世とイブラヒム）が殺害されている。
かつてはこうした反乱は、軍規の弛緩や帝国の衰退とされることが多かった。しかし、研究者のバーキー・テスジャンは、分権化の進展と社会構造の変化で生まれた王権の乱用にステークホルダーたちが起こした反応として、イェニチェリを反乱を捉えている。彼によれば、17世紀頃のイェニチェリは、都市（イスタンブル）の市民と結びついた立場であり、民衆の革命によって王が廃位される事例は、欧州（イギリスの清教徒革命や名誉革命など）でもこの時期見られているという。
オーストリア国境での戦争時には、国境地帯のセルビア人居住地域から略奪を行い、また勝手に住み着いて支配階級として振舞ったりしている（ちなみに鎮圧活動は同時期のナポレオン・ボナパルトによるエジプト遠征に対抗するための兵力としてイェニチェリが必要とされたため、中止された）。
18世紀後半に入ると、イェニチェリはヨーロッパ各国の歩兵と比較すると完全に時代遅れとなり、改革が急務とされるようになると、その必要性も揺らぐこととなった。
1793年、セリム3世はイェニチェリとは別に新式歩兵軍「ニザーム・ジェディード」をつくり軍事改革を試みるが、1807年にイェニチェリの反対により廃位、幽閉され、のちに改革派がクーデターで救出を試みたため、1808年に従兄弟のムスタファ4世によって処刑されるも、ムスタファ4世の弟マフムトが逃げのびたことで反乱軍によってムスタファ4世も廃位に追い込まれ、この弟がマフムト2世として即位した際、彼を擁立した改革派のアレムダル・ムスタファ・パシャが権力を握ったが、まもなくイェニチェリによって殺害された。
このように、旧式軍であるイェニチェリはオスマン帝国の反改革・保守派勢力の牙城と化しており、その専横は目に余るものが多く、すっかり帝国内における改革の妨げとなっていた。

### 廃止

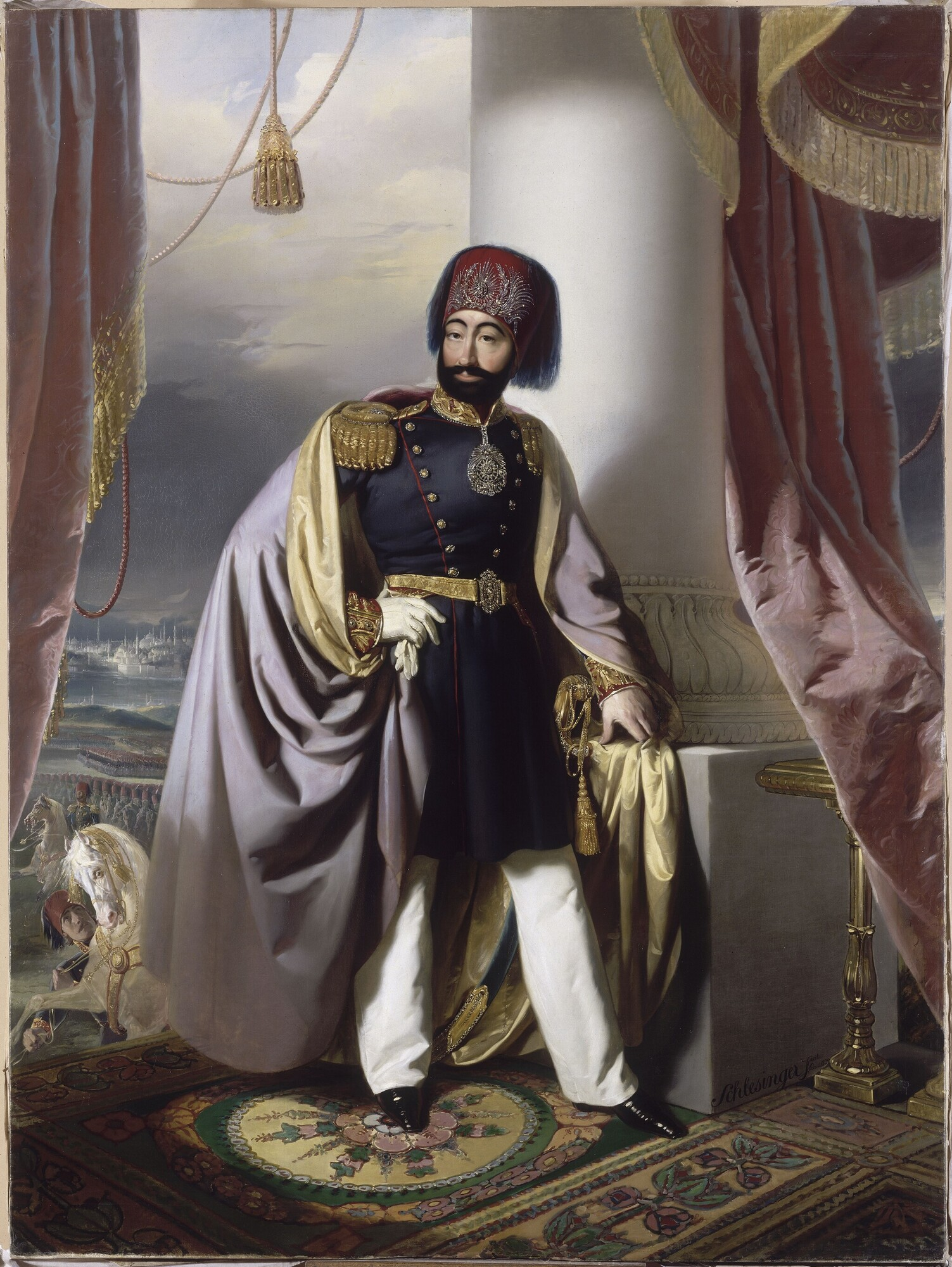
マフムト2世

マフムト2世はセリム3世、アレムダル・ムスタファ・パシャの殺害を見て、イェニチェリに一定の配慮を示しながら従順な者を上層部に置き、不満分子を左遷や処刑で減らし、漸進的な軍事改革を進め（なお、ティマールもこの時正式に廃止されている。）、1826年には西洋式新軍団の創立を宣言し、イェニチェリの兵士でも従順なものはこの新軍団の人員に徴用し、残ったイェニチェリを挑発した。
同年6月14日（新軍団初めての訓練から数日後）、イェニチェリはマフムト2世に対して反乱を起こすが、今回の反乱においては対策をしていたマフムト2世の側がウラマーからイェニチェリの殲滅を是とする法意見書を取り付け反乱鎮圧の大義名分を持ち、さらにイェニチェリが立てこもったイスタンブル中央の広場は新軍団の砲兵の格好の的で7時間で反乱は鎮圧された。この戦闘で4000人のイェニチェリが殺害され、その他多くのイェニチェリが処刑・追放され、彼らの財産は没収された。イェニチェリが斬首されたテッサロニキの「白い塔」は「血の塔」と呼ばれるようになった。この頃にはイェニチェリは都市の顔役として横暴に振舞うようになっていたため、首都の住民たちの支持を完全に失っており、この事件は『幸運な事件』（Vaka-i Hayriye）』と呼ばれている。
6月16日、マフムト2世はイェニチェリを廃止することを布告し、かねてから設立を宣言していた新式軍である「ムハンマド常勝軍」を設立した。これにより、イェニチェリの実に4世紀以上にわたる歴史は幕を閉じた。

## 廃止による影響とその後
イェニチェリの廃止は、西洋化に反対する勢力が完全に払拭されたと見ることは難しいが、長らく漸進的な改革に甘んじつつ皇帝の力を蓄えてきたマフムト2世が、改革を強硬に推進する専制君主へと進む象徴的な事件となった。
一方、イェニチェリによって支配されていたセルビア人居住地域では、オスマン帝国からの独立を志すミロシュ・オブレノヴィッチ1世のもとでセルビア公国（1817年 - 1882年）が誕生した。これは露土戦争後にはセルビア王国（1882年 - 1918年）としてトルコから独立した。
1912年、バルカン諸国にバルカン同盟が結成されたものの、オスマン帝国が衰退してオーストリア＝ハンガリー帝国が強盛となったことからロシア帝国からの後押しも加わりバルカン半島が混乱すると、セルビア人居住地域で第一次世界大戦を誘発した。

## 文化

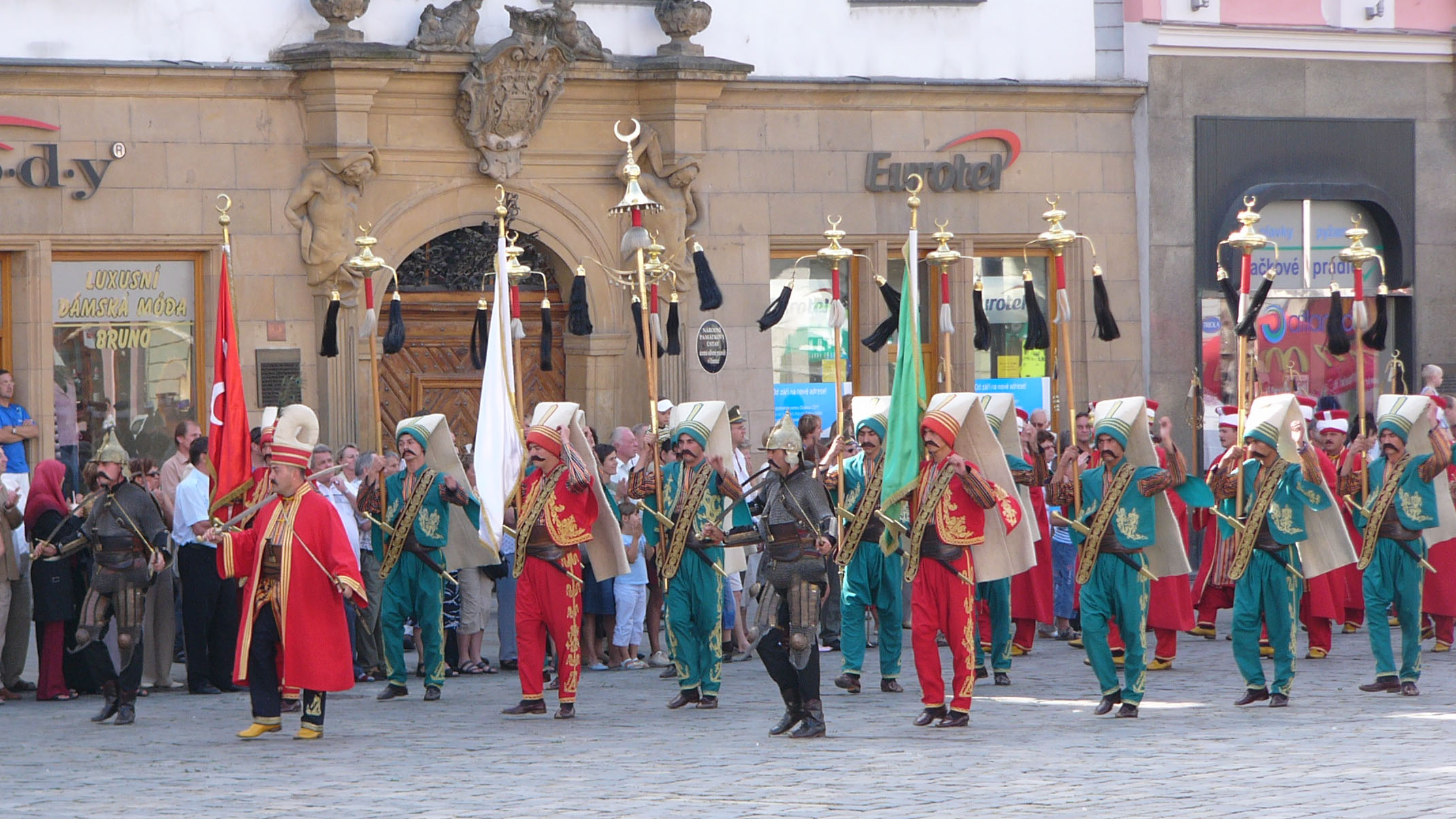
現在のメフテルにもイェニチェリが再現されている。

オスマン帝国軍の軍楽、メフテルは西欧ではイェニチェリ音楽（Janissary Music）として知られている。イェニチェリは親衛隊として、君主と食事を共にする特権を持ち、野戦で使用される大きな鍋とスプーンをシンボルとしていた。
イェニチェリの営舎には大きな鍋が置かれ、反乱をおこすときは鍋をひっくり返した。「なべをひっくりかえす」という言葉はトルコでは大騒ぎや反乱という意味とされる。

## 関連作品
映画
- 略奪の大地（1988年、ブルガリア、監督：リュドミル・スタイコフ）